# Collegio araldico
Il Collegio araldico è stata un'associazione senza scopo di lucro con sede in Roma. Riuniva studiosi di scienze araldico-genealogiche e di discipline affini per fini culturali. L'associazione è stata sciolta nel 2014. 
Due gruppi indipendenti ricostituirono due associazioni omonime denominate, la prima "Collegio Araldico romano"  e la seconda "Collegio Araldico" .  

## Storia

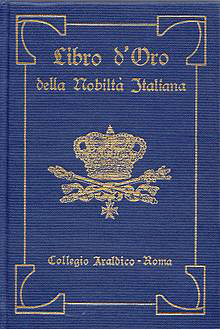
copertina della pubblicazione "Libro d'oro della nobiltà italiana", edizione 1949

Come riportano le fonti l'associazione denominata Collegio Araldico fu fondata nel 1903. Alcune fonti dello stesso Collegio araldico riportano che lo stesso venne fondato, nel 1853, con il nome  "Istituto Araldico Romano": questo non corrisponde al vero in quanto l'"Istituto Araldico Romano" e il Collegio Araldico erano due enti differenti e il secondo venne fondato solo nel 1903. 
Il Collegio Araldico, la cui fondazione si sovrappose a quella  dell'Istituto Araldico Romano, che continuò ad esistere autonomamente per parecchi anni ancora, come riporta la Guida Monaci dei primi lustri del '900 , non costituisce la continuazione dell'Istituto Araldico Romano fondato dal conte Baldassare Capogrossi Guarna ma, semplicemente, un'appropriazione degli statuti del primo da parte di quello  secondo e l'ultimo segretario dell'Istituto Araldico Romano, Carlo Augusto Bertini, fu il fondatore del Collegio Araldico.
Contrariamente a quanto dichiarato ripetutamente su diverse fonti, in primis la stessa Rivista Araldica, esso non venne riconosciuto nel 1858 dalla Sacra Congregazione degli Studi per Decreto del Cardinale Bonelli, sedicente presidente del dicastero, in realtà mai esistito . Ebbe sede, negli ultimi sessant'anni, prima del suo scioglimento, in via dell'Anima 16 a Roma. 
Il 19 marzo 2015 il segretario ereditario Roberto Colonnello Bertini Frassoni dichiarò unilateralmente decaduti gli organi elettivi e statuari dell'associazione, ponendo fine ad una associazione esistente almeno dal 1903.
Dal 1910 al 2010, l'associazione ha pubblicato sotto la sua egida il Libro d'oro della nobiltà italiana, pubblicazione periodica, e dal 1903 al 2010 la Rivista araldica. L'editore di entrambe le pubblicazioni era la "Roberto Colonnello editore", ditta individuale di proprietà del segretario ereditario Roberto Colonnello Bertini Frassoni.
Dopo la chiusura del Collegio Araldico si costituirono altre due associazioni, con il medesimo nome, entrambi aventi sede a Roma: la prima per fondazione, denominata Collegio Araldico Romano, con sede in Roma è presieduta attualmente da Ettore Galelli Benso de Salazar.
Altra associazione, senza scopo di lucro, sempre con sede in Roma, denominata anch'essa Collegio Araldico, venne costituita nel 2015 ed è presieduta da Narciso Salvo di Pietraganzili. 
Entrambe le associazioni si propongono di perseguire gli scopi e i valori dell'omonima associazione sciolta il 19 marzo 2015
Dal 2014 i diritti d'autore e le Royalty sul nome Libro d'Oro della Nobiltà Italiana (nuova serie periodica) sono di proprietà della casa editrice Ettore Gallelli-editore, che lo ha infatti formalmente rilevato con registrazione presso l'ufficio pubblico generale delle opere protette dalla legge sul diritto d'autore, dipendente dal Ministero Italiano della Cultura.